# Lithacodia blandula
Espèce
Synonymes
- Erastria blandula Guenee, 1862
- Anthophila i-graceum Mabille, 1881
- Lithacodia i-graceum
- Tarache perta Schaus, 1893
- Lithacodia perta[1]

Lithacodia blandula est une espèce d'insectes de l'ordre des lépidoptères (papillons), de la famille des Noctuidae.

## Distribution
Lithacodia blandula se rencontre en Afrique tropicale et subtropicale.
Ses chenilles se nourrissent du framiré (Terminalia ivorensis), arbre de la famille des Combretaceae.